# Buenaventura Muñoz y Rodríguez
Buenaventura Muñoz Rodríguez (Escalona, Toledo, 14 de juliol de 1853 - Madrid, 19 d'octubre de 1925) va ser un jurista espanyol.

## Biografia
Després del seu ingrés en la carrera judicial, va exercir com a jutge i magistrat i es va convertir en membre del Tribunal Suprem. Fou Governador Civil de Barcelona del 17 de febrer al 15 de novembre de 1910. Va ocupar la presidència d'aquest tribunal durant la Dictadura de Primo de Rivera entre els anys 1923 i 1924. El 7 de febrer de 1924 fou obligat a dimitir per haver donat suport la independència del jutge de Gijón José Prendes Pando y Díaz Laviada en enfrontar-se als interessos del mateix Miguel Primo de Rivera i Orbaneja. Va morir a Madrid mesos després d'abandonar la presidència.
La ciutat de Barcelona li dedicà un carrer l'any 1932.